# غينكاكو-جي

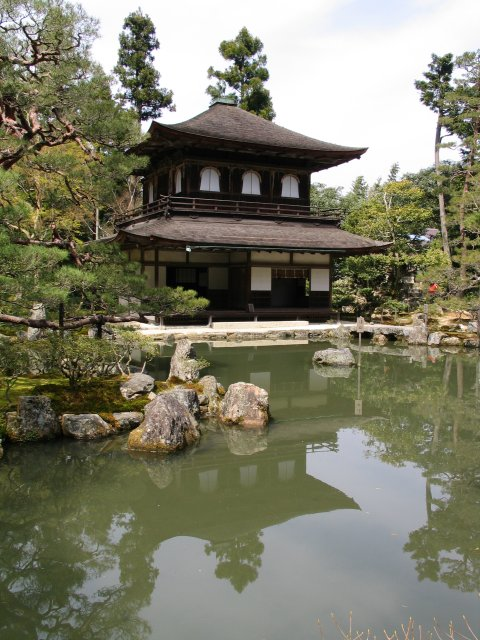
"كينكاكو-جي" (معبد السرادق الذهبي)

غينكاكو-جي (باليابانية: 銀閣寺 = معبد السرادق الفضي) هو معبد زن بوذي. يقع على سفح جبال «هيغاشي-ياما» بالقرب من كيوتو، ويعد من أهم المعالم السياحية في المدينة.
قام الشوغون «أشيكاغا يوشي-ماسا» عام 1482 م، وبعد نهاية حروب أونين، بتشييد بعض المباني لتكون مقرا دائما لإقامته. بعدها بسنوات تم تشييد السرادق الفضي في نفس المكان، واتبع في تصميمه هندسة السرادق الذهبي (كينكاكو-جي). كان يخطط للقيام بطلي جدرانه بماء الفضة، إلا أن الظروف حالت دون تنفيذها.
بعد وفاة «يوشي-ماسا» عام 1490 م، تم تحوبل المبنى إلى معبد بوذي.

## معرض

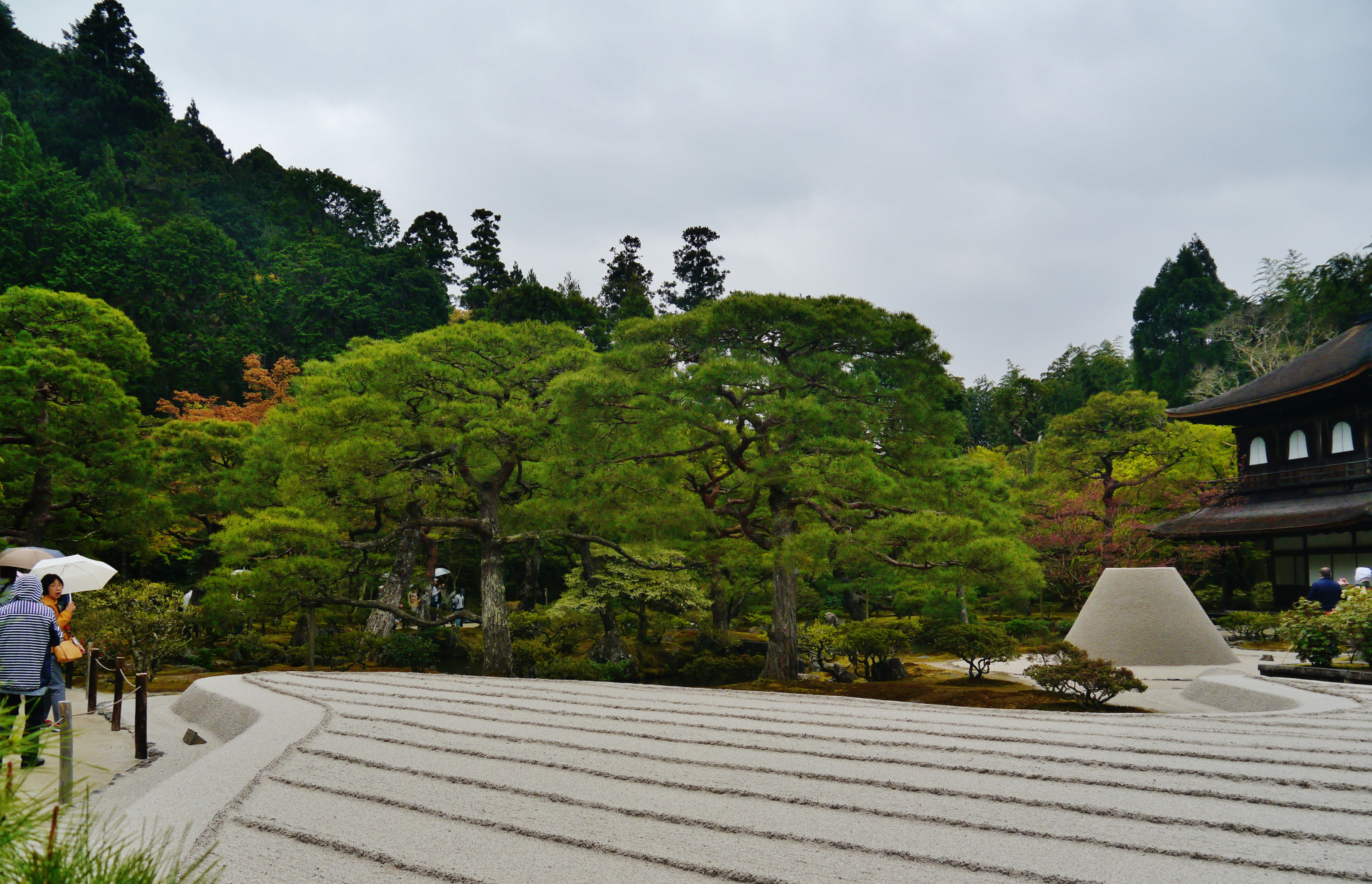
حديقة المبنى
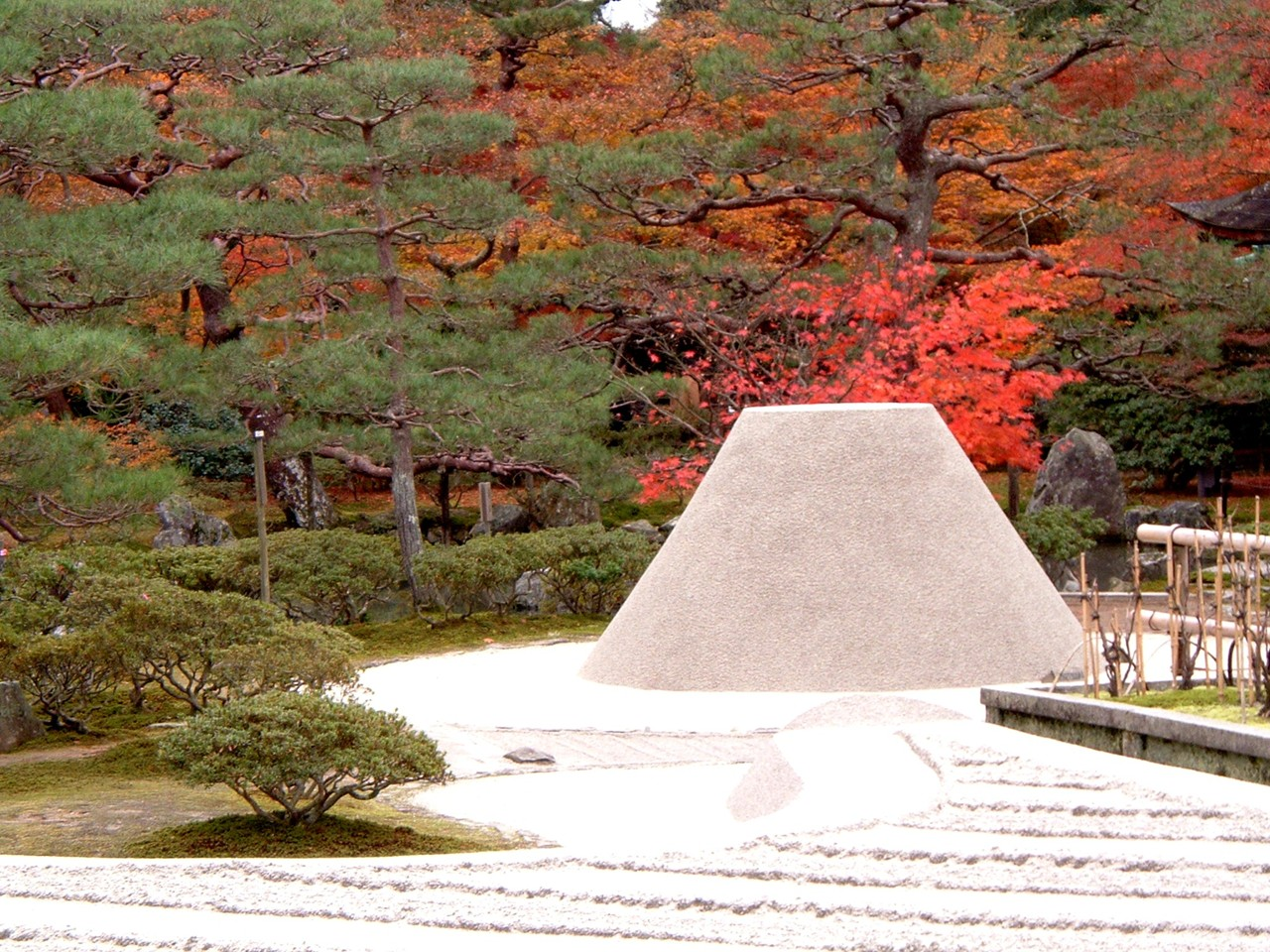
جانب من المبنى
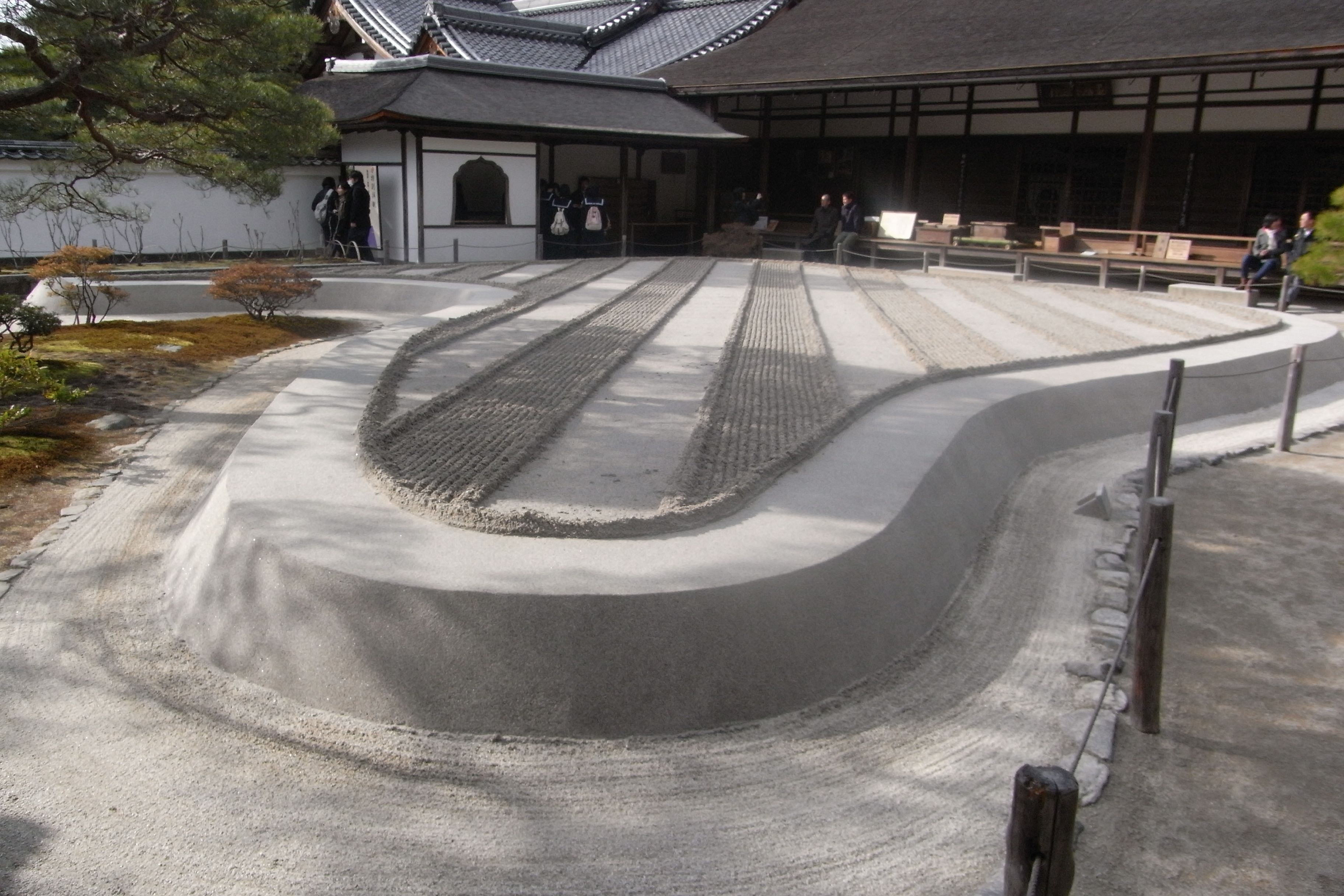
الحديقة الرملية
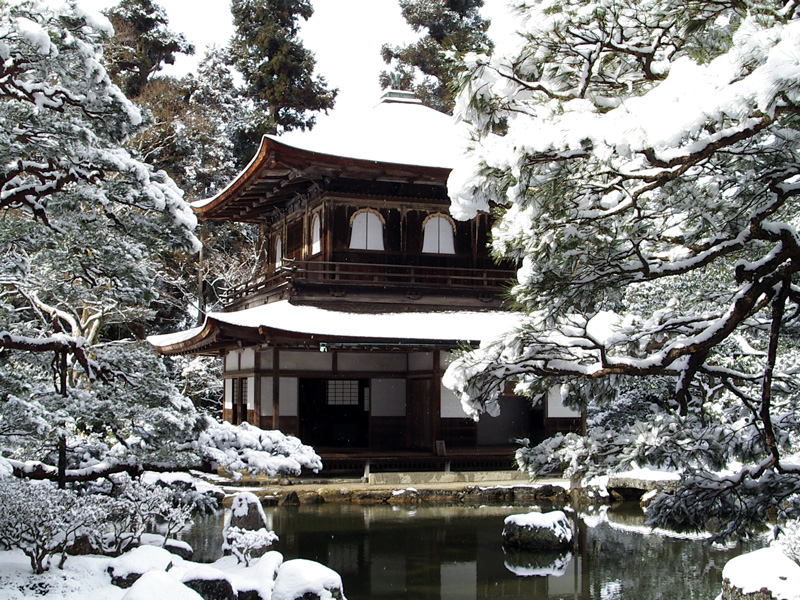
المبنى في الشتاء